# Gà Pépoi
Gà Pépoi hoặc gà Pepoi là một giống gà kiêm dụng mộc mạc có nguồn gốc từ vùng đông bắc nước Ý, đặc biệt là vùng Veneto và Friuli-Venezia Giulia. Nó chưa được chính thức công nhận là giống ở Ý, nhưng đang được xem xét công nhận. Hiện, số lượng giống của chúng vẫn thấp. Một nghiên cứu được công bố năm 2007 đã sử dụng một con số xấp xỉ 550 cá thể cho tổng số lượng giống, trong đó khoảng 50 con gà trống.

## Đặc điểm
Màu của Pépoi là màu vàng (đa số gà có màu này). Da và chân có màu vàng. Trọng lượng trung bình là 1,3–1,5 kg (2,9–3,3 lb) đối với gà trống, và từ 1,0–1,1 kg (2,2–2,4 lb) đối với gà mái. Trứng gà có màu nâu hơi hồng và nặng 40–45 g. Gà Pépoi là một giống kiêm dụng (lưỡng dụng) cho cả thịt và trứng. Gà mái đẻ 160-180 trứng mỗi năm. Trong sản xuất thịt gà, nếu gà đạt trọng lượng 600–700 g trong bốn tháng là có thể đưa vào khai thác, xuất chuồng. Thịt giống gà này có vị ngon.

## Lịch sử
Gà Pépoi là một giống ga ở trang trại truyền thống của đông bắc Italy, và Friuli-Venezia Giulia và phần đông bắc của Veneto nói riêng. Nó là một trong số ít giống gà lùn ở Ý, những giống khác là gà Mericanel della Brianza và gà Mugello. Cùng với gà Ermellinata di Rovigo, gà Robusta Lionata, gà Robusta Maculata và gà Padovana thì gà Pépoi là một trong năm giống gà được bao gồm trong CO.VA.
Đây là dự án của Veneto Agricultura, chính quyền khu vực về nông nghiệp của vùng Veneto. Dự án bao gồm mục tiêu bảo tồn các giống gia cầm bản địa phân bố hạn chế, bảo tồn nguồn gen và đa dạng sinh học, và đã công bố mô tả chi tiết về giống gà này. Đầu năm 2012, gà Pépoi đã không được chính thức công nhận bởi Federazione Italiana Associazioni Avicole, nhưng đang được xem xét. Các nhà phê bình đã gợi ý rằng các đặc tính của Pépoi quá biến đổi để nó được coi là giống gà. 